# Banovine du Littoral
1929–1939
Entités suivantes :
- Banovine de Croatie

La banovine du Littoral ou banovinat du Littoral (en croate : Primorska banovina ; en serbe en écriture cyrillique : Приморска бановина) était une province du royaume de Yougoslavie de 1929 à 1939. Son chef-lieu était Split.
Son nom provient du fait qu'il correspondait à une grande partie du littoral yougoslave de l'époque.

## Géographie
La banovine du Littoral englobe une grande partie de la Dalmatie (excepté la région de Dubrovnik située dans la banovine de la Zeta) ainsi que l'ouest de l'Herzégovine et le centre de la Bosnie (Livno et Duvno).

## Histoire
En 1929, le royaume de Yougoslavie décide de modifier les subdivisions du pays selon des principes géographiques comme les rivières et non plus en fonction des ethnies du pays ou des frontières d'avant-guerre. Les précédents oblasts mis en place sont ainsi remplacés par des banovines. Dès lors, la banovine du Littoral est formée à partir d'une majeure partie de l'ancien oblast de Split (excepté les îles situées entre Krk et Pag comprises) et des parties des oblasts de Travnik et de Mostar.
En 1939, à la suite de l'accord Cvetković-Maček, la banovine du Littoral fusionne avec la banovine de la Save ainsi que d'autres parties de banovines (du Danube, de la Drina, du Vrbas et de la Zeta) pour former la banovine de Croatie.

## Politique

### Ban
Il y eut trois différents bans au cours de l'existence de la banovine du Littoral, c'est-à-dire son gouverneur:
- Ivo Tartaglia (1929-1932)
- Josip Jablanović (1932-1935)
- Mirko Buić (1935-1939)